# فيرنر هامل
فيرنر هامل (بالألمانية: Werner Hamel)‏ هو لاعب هوكي الحقل ألماني، ولد في 9 فبراير 1911 في برلين في ألمانيا، وتوفي في 25 يوليو 1987 في هامبورغ في ألمانيا.

## وصلات خارجية
- فيرنر هامل على موقع أوليمبيديا (الإنجليزية)